# Кіссе Антон Іванович
Анто́н Іва́нович Кіссе́ (нар. 10 жовтня 1958 року, с. Євгенівка Тарутинського району Одеської області) — український політик, народний депутат України, Президент Асоціації болгар України, громадський діяч.

## Освіта і наукова діяльність
За національністю — болгарин. Перші 8 класів школи Антон Кіссе закінчив у рідному селі Євгенівка Тарутинського району Одеської області, потім навчався в Бородінській середній школі.
Пройшов строкову службу в лавах Радянської Армії, після чого вступив до Одеського державного  педагогічного інституту імені К. Д. Ушинського на факультет фізичного виховання, якій закінчив у 1983 році.
У 1997 році отримав другу вищу освіту в Одеському державному університеті ім. І. І. Мечникова за спеціальністю «правознавство», а в 1999 році закінчив Одеську державну юридичну академію за спеціальністю «державне управління».
У 2000 році став кандидатом педагогічних наук, в 2007 році захистив докторську дисертацію в області політичних наук.

## Кар'єра
Свою трудову діяльність Антон Кіссе почав ще після закінчення школи в селі Євгенівка, де працював трактористом у радгоспі «Батьківщина».
Отримавши перший диплом про вищу освіту, майбутній політик влаштувався працювати за фахом. З 1983 по 1986 р. він працював педагогом-організатором ЖЕУ-74 Іллічівського району Одеси, потім з 1986 по 1994 р. був головою комітетів зі спорту і справ молоді Іллічівського району Одеси.
У 1994 році став заступником голови Іллічівського райвиконкому, пропрацювавши на цій посаді до 1996 р., а в 1998 р. отримав пост голови Іллічівської районної адміністрації Одеської міської ради.
У 2003 році отримав посаду заступника голови обласної державної адміністрації, на якій пропрацював до обрання народним депутатом України в 2004 році.
З 2007 року до теперішнього часу є професором кафедри політичних наук Південноукраїнського національного педагогічного університету ім. К. Д. Ушинського, а також доцентом кафедри теорії і історії держави та права Одеського національного морського університету. За цей період став автором і співавтором ряду наукових монографій і публікацій.

## Політична діяльність

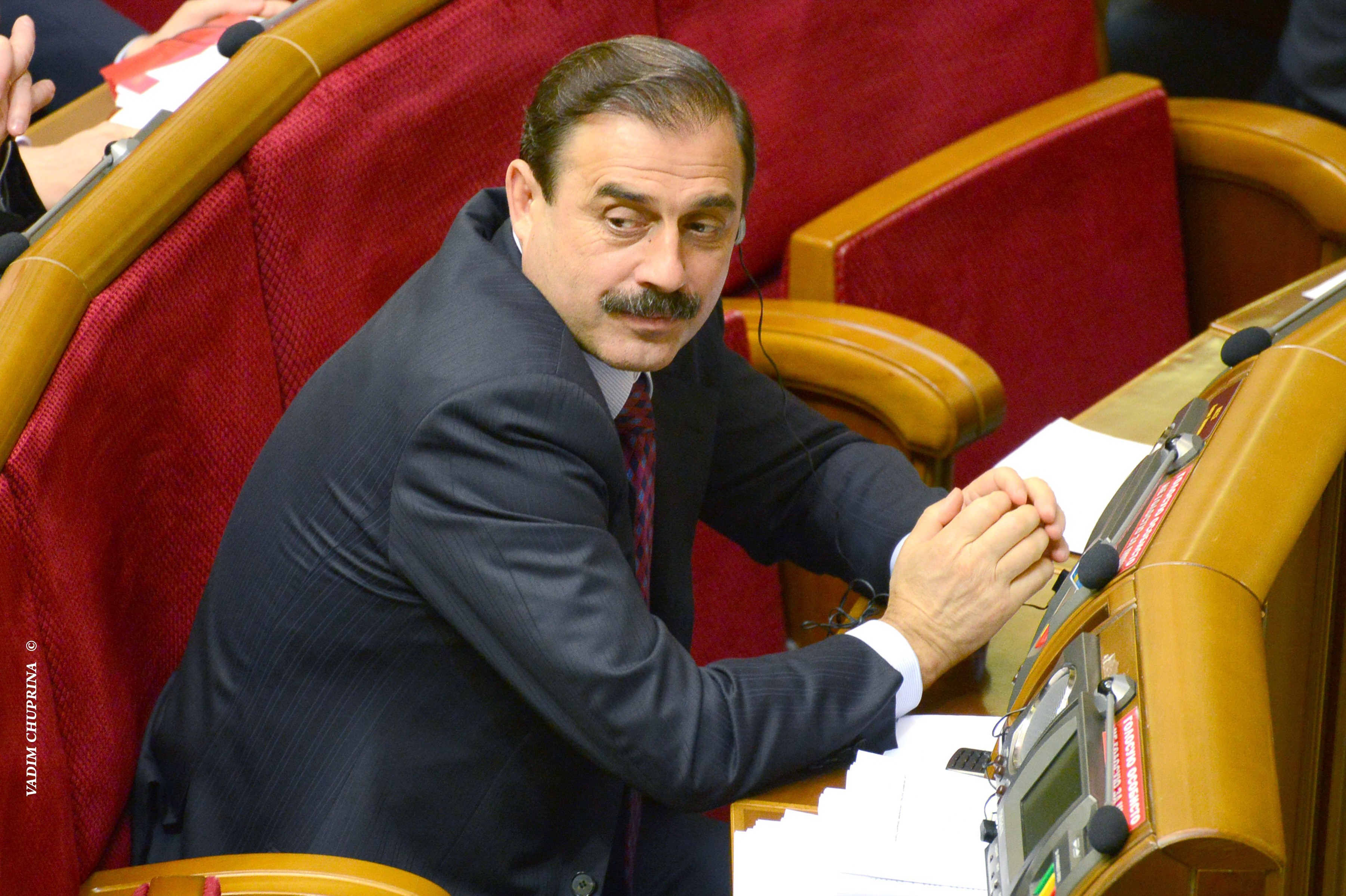
ВЕРХОВНА РАДА УКРАЇНИ

З 1990 по 1998 р. Антон Кіссе обирався депутатом Одеської обласної ради, з 1998 по 2004 р. — депутатом Одеської міської ради.
У 2002 році вперше взяв участь у виборах до Верховної ради по округу № 141, але не зміг перемогти. Проте в 2004 на довиборах по округу № 136 в Одесі став народним депутатом України IV скликання. Його каденція продовжилася до 2006 року. За цей час нардеп став керівником депутатської фракції партії «Відродження», членом Комітету з питань прав людини, національних меншин і міжнаціональних відносин, взяв участь у підготовці 18 законопроєктів, ініціював 25 депутатських запитів Верховної Ради із соціально-економічних проблем області.
З жовтня 2007 до листопада 2012 р. знову був депутатом Одеської обласної ради. Працював у Комісії з питань культури, туризму, духовності і міжнаціональних відносин, увійшов до складу фракції депутатів від Партії регіонів.
12 грудня 2012 р. знову став народним депутатом України, цього разу у Верховній Раді VII скликання, перемігши на виборах в окрузі № 142 з центром в Арцизі.
У статусі народного депутата Антон Кіссе був секретарем Спеціальної контрольної комісії Верховної Ради України із питань приватизації, членом Комітету Верховної Ради України з питань європейської інтеграції, співголовою групи з міжпарламентських зв'язків з Республікою Болгарія, членом груп з міжпарламентських зв'язків з Молдовою, Туреччиною, Вірменією, Грузією, Ізраїлем, Білоруссю, Південною Кореєю, Польщею.
Разом із Сергієм Шаховим і Олександром Мазурчаком є співголовою політичної партії «Наш Край».
У 2019 році Кіссе витратив на виборчу кампанію 68 тис.грн - найменше коштів з-поміж переможців в області, однак, до незначного виборчого фонду можна додати 12,1 мільйона гривень державних субвенцій за 2018 рік, за рахунок яких депутат активно піарився. 

### Парламентська діяльність
Один із 148 депутатів Верховної Ради України, які підписали звернення до Сейму Республіки Польща з проханням визнати Волинську трагедію геноцидом поляків. Цю заяву перший Президент України Леонід Кравчук назвав такою, що може бути прирівняна до національної зради.
Був одним з 59 депутатів, що підписали подання, на підставі якого Конституційний суд України скасував статтю Кримінального колексу України про незаконне збагачення, що зобов'язувала держслужбовців давати пояснення про джерела їх доходів і доходів членів їх сімей. Кримінальну відповідальність за незаконне збагачення в Україні запровадили у 2015 році. Це було однією з вимог ЄС на виконання Плану дій з візової лібералізації, а також одним із зобов'язань України перед МВФ, закріпленим меморандумом.

## Критика
Займався неособистісним голосуванням і голосував за диктаторські закони 16 січня 2014 року.
Займався підкупом виборців. Зокрема будучи самовисуванцем Антон Кіссе подарував ноутбуки дитячим садкам сіл Перемога та Єлизаветівка Тарутинського району Одеської області. Також він вручив іменні годинники двом мешканцям села Перемога. 
22 липня 2025 року голосував за закон України 12414 який був ухвалений з порушенням Регламенту Верховної Ради України та підпорядкував НАБУ та САП Генеральному прокурору і викликав масові протести. 

### Декларування доходів
Нардеп Антон Кіссе, самовисуванець, не декларує отримання компенсації за оренду житла. Разом з тим, за 2017 рік депутат задекларував майже півмільйона гривень доходу від надання майна в оренду. Також нардеп з дружиною тримають в готівці є майже 13 млн грн, 1 млн доларів та понад 130 тис євро.  Як повідомили журналісти руху ЧЕСНО у розслідуванні "Які нардепи компенсують і не комплексують", у серпні 2018 року 172 нардепи, з яких 21 мають житло в Києві або околицях, отримали компенсацію на загальну суму 3,53 млн грн. Дані стали відомі з Порталу відкритих даних Верховної Ради. До списку народних обранців, які мають у власності, володінні чи користуванні своє житло у м. Києві або житло близьків родичів увійшов Антон Кіссе. 

## Громадська діяльність
Антон Кіссе є Президентом Асоціації болгар України, Президентом Асоціації спортивної боротьби Одеської області, заступником голови Ради національних товариств України при Президенті України, а також учасником інших громадських організацій.
Займається розвитком спорту в Бессарабії. За підтримки депутата відбувся ряд регіональних футбольних турнірів: Кубок українських сіл, Кубок молдавських сіл та ін. В 2012 році організував творчий конкурс-фестиваль «Феєрія талантів Бессарабії». Виступає ініціатором створення пам'ятників предкам-ополченцям у Болграді, покровителю бессарабських переселенців генералу І. М. Інзову в Новій Іванівці і Тарутиному, святим рівноапостольним Кирилу і Мефодію в Одесі, героям національно-визвольного руху в Києві, Одесі, Арцизі, Бердянську та Вільшанці, воїнам-інтернаціоналістам в Арцизі.
Автор книги «Відродження болгар України». Також до друку готується нова книга, присвячена історії народів і національностей, що населяють українську Бессарабію .

## Нагороди
- Орден «За заслуги» II ст. (30 листопада 2013) — за значний особистий внесок у соціально-економічний, науково-технічний, культурно-освітній розвиток Української держави, вагомі трудові досягнення, багаторічну сумлінну працю[18]
- Орден Святого рівноапостольного князя Володимира Великого III ступеня,
- Орден Республіки Болгарія «Мадарскі коннік»,
- Почесна відзнака Президента Республіки Болгарія[2].

## Сім'я
Антон Кіссе одружений, разом з дружиною Галиною Анатоліївною виховує двох синів і дочку. Старший син Геннадій працює за фахом. Середній син Максим у 2012 році закінчив Одеський національний економічний університет. 17-річна дочка Анастасія — член олімпійської збірної Республіки Болгарія з художньої гімнастики.